# Fasti

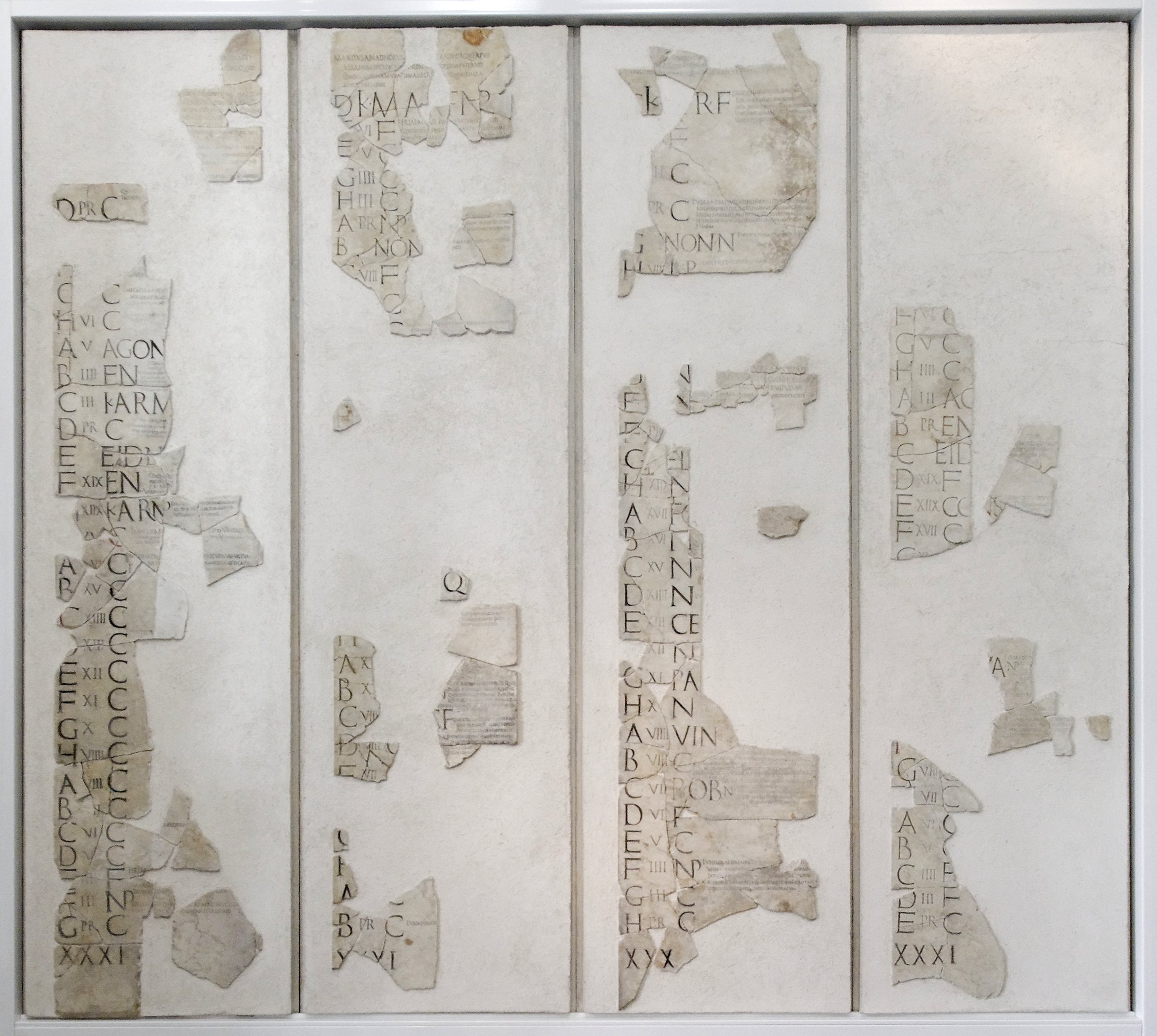
Fragments dels Fasti Praenestini.

Fasti eren calendaris en els quals s'indicaven els dies d'obligat compliment religiós i els dies marcats per a commemorar esdeveniments oficials.

## Creació dels fasti
De bell antuvi els romans no coneixien els calendaris escrits. Els únics que sabien quan començava o acabava el mes i les dates assenyalades eren els sacerdots, els quals havien d'estar sempre observants de les diferents fases de la lluna per tal de situar-se respecte a les tradicions fixades i després comunicar-ho a la població.
La paraula fasti, deriva de dies fasti, el plural de fastus. La paraula fastus, derivada del terme fas, que vol dir "llei divina, o allò que està permès pels déus", era emprada per a distingir els dies apropiats (fastus) dels dies inapropiats (nefastus). Així doncs, els ciutadans tenien necessitat de tenir informació sobre la classificació dels dies feta pels sacerdots a fi de no ofendre els déus amb les seves accions.
Els primers fasti, és a dir, calendaris escrits, s'exposaven en un lloc públic i destacat, com ara a les portes d'un temple important. Es conserven uns pocs d'aquests manuscrits en papir, de vegades fragmentats.
Hi havia un tipus de fasti que no eren calendaris pròpiament dits, sinó una llista de commemoracions. Aquestes llistes es coneixen amb el nom de Fasti Annales per a distingir-les de les anteriors o Fasti Sacri.

## Fasti sacri

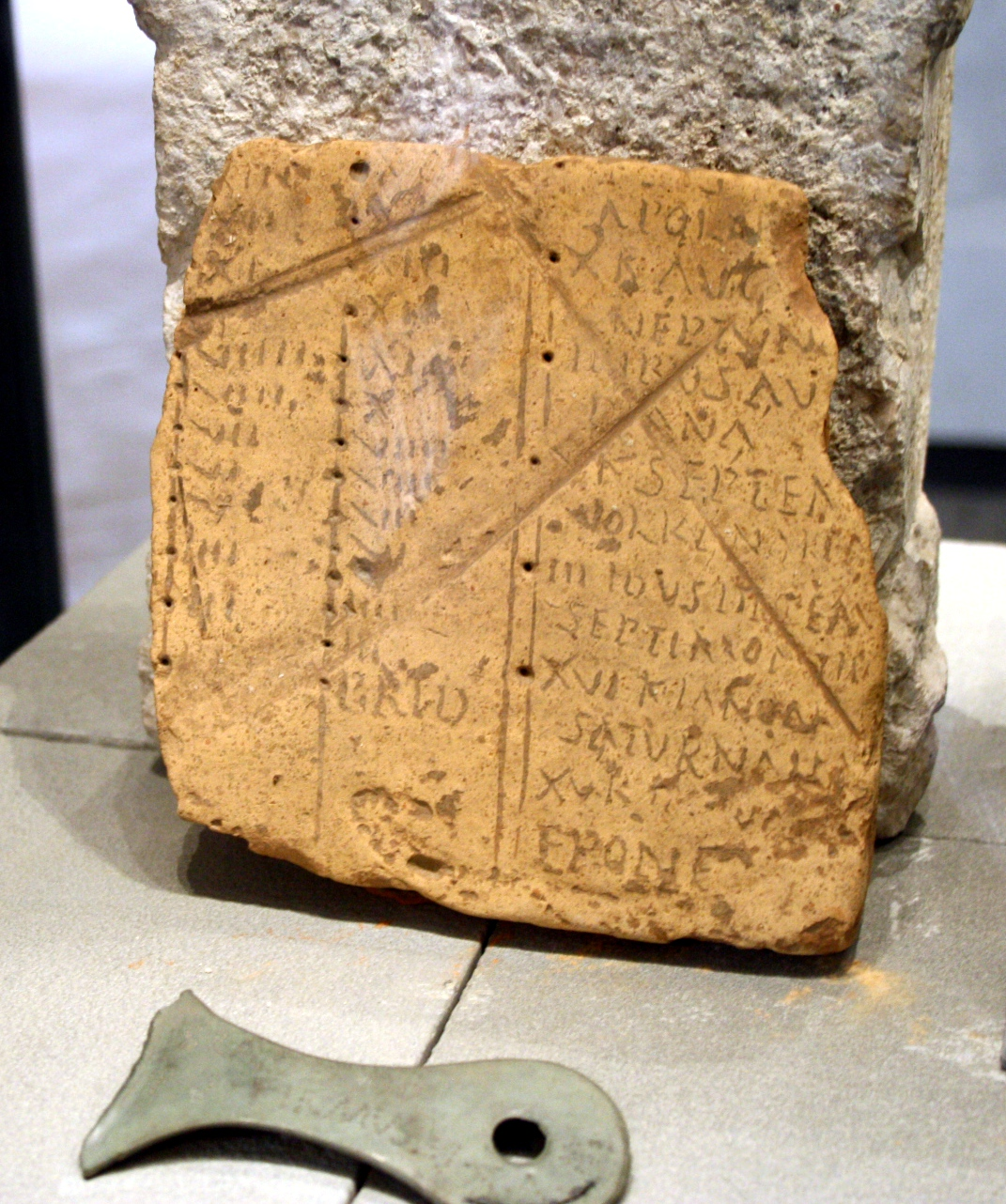
Fragment dels Fasti Guidizzolenses.

A Appi Claudi Cec se li atribueix el fet de fer còpies dels calendaris elaborats pels sacerdots que s'exhibien en un lloc públic. En fer còpies, es va difondre la informació i qualsevol ciutadà el podia tenir a casa seva. A partir de llavors unes taules calendaris foren comunes i conegudes com a fasti. Incloïen l'enumeració dels mesos i dies, les nonae, els idus, les calendes, els dies fasti, els dies nefasti, els comiciales, els festivals, etc. Alguns exemples de calendari en pedra o marbre s'han trobat en diferents llocs, cap d'aquests d'època republicana (tot i que ja existien), el més important el Kalendarium Praenestinum o Fasti Verriani, per haver estat fet per Verri Flac, preceptor dels nets d'August i nadiu de Praeneste. De la resta, els principals són:
1. Fasti Allifanum
2. Fasti Amiterninum. De l'època de l'emperador Tiberi, va ser trobat a Amiternum (actual població de San Vittorino) en territori Sabí.[4]
3. Fasti Antiatinum (84–55 aC). Procedent de la colònia d'Antium, és el més antic dels calendaris romans que es conserven; llur mida (1.16m per 2.5 m) permeten la presentació de molta informació.[5]
4. Fasti Capranicorum
5. Fasti Cumanum (4–14 dC). Procedent de Cumae, i fet en temps de l'emperador August. Marca algunes dates d'importància que es van establir amb el nou culte imperial. Inclou una oració adreçada a Jupiter Sempiternus per a commemorar l'assumpció de les fasces per August,[6] sacrificis per a fer el dia del naixement d'August,[7] i la data en què va començar a portar la toga virilis.[8] És un dels dos únics documents en què consten les dades del primer consolat d'August (disputat entre el 10 d'agost o el 22 de setembre), l'altre document és un senatus consultum que ordena la substitució del nom del mes Sextilis pel de Augustus (agost).[9] La deessa Vesta té un lloc prominent en aquest calendari.[10]
6. Fasti Esquilinum.
7. Fasti Guidizzolenses. Un calendari gravat en una pedra no gaire gran (55 xy 30 cm) probablement destinat a ús privat, trobat a Augusta Brixia (l'actual Brescia), una colònia cívica. Està ordenat per mesos en columnes, amb les calendes, les nonae i els idus marcats. No té assenyalats els dies que són fasti ni els dies festius. A la part dreta hi ha un petit feriale.[11]
8. Fasti Maffeiorum. Un dels més petits (90 x 70 cm) i un dels més complets.[12] La seva datació no està clara; Mario Torelli el situa cap a l'any 8 o posterior.[13]
9. Fasti Ostienses. És una llosa de marbre fragmentada que es va trobar a Ostia Antica. A més de les festes religioses, té una llista d'esdeveniments passats entre el 49 aC i el 175 dC, una llista de cònsols per any, dates de significància a nivell de l'imperi, el nom dels duoviri locals i alguns esdeveniments també de caràcter local.[14]
10. Fastii Pincianum
11. Fasti Praenestini. Trobat en estat fragmentari a la ciutat de Palestrina, probablement fet l'any 8 i dedicat a August.[15]
12. Fastii Vaticanum. Datat entre els anys 15–31 de la nostra era, en temps de l'emperador Tiberi.[16]
13. Fasti Venusium
14. Fasti Vindobonenses. Trobat dins el manuscrit Vindobonensis (MS. 3416), juntament amb la Cronografia del 354. Té dues pàgines: una amb els fasti des de l'any 44 fins al 403 i la llist des del 455 fins al 493; i l'altre full amb una llista que va des de l'any 44 aC fins al 397, una altra llista des del 439 fins al 455, i una altra llista del 495 fins al 539.[17]

## Fasti Annales
El Fasti Annales o Historici eren una recopilació dels magistrats de cada any i unes breus anotacions dels fets més destacats. Incloïen una llista de cònsols, dictadors, censors i altres magistrats. Els fasti que es conserven foren redactats a partir del regnat de Tiberi (recollint els magistrats anteriors probablement d'altres versions) i foren descoberts el 1547 quan es va excavar el fòrum romà. Es van trobar unes tauletes de marbre amb els noms dels magistrats des de la proclamació de la República fins al temps d'August, foren col·leccionats pel cardenal Farnesi i dipositats al Capitoli, del qual deriva llur nom corrent de Fasti Capitolini. Altres tauletes es van descobrir el 1817 i 1818.
Un tipus de Fasti Annales eren els Fasti triumphales, una llista dels generals que havien rebut l'honor de tenir una desfilada triomfal pels carrers de Roma. Era esculpit en marbre i s'exhibia al fòrum.